# Edgar Whitehead
Pour les articles homonymes, voir Whitehead.
 (octobre 2012).
Si vous disposez d'ouvrages ou d'articles de référence ou si vous connaissez des sites web de qualité traitant du thème abordé ici, merci de compléter l'article en donnant les références utiles à sa vérifiabilité et en les liant à la section « Notes et références ».
Edgar Cuthbert Fremantle Whitehead (1905 - 1971) était un homme d'État et un Premier ministre de la colonie britannique de Rhodésie du sud du 17 février 1958 au 17 décembre 1962. Il était membre du Parti fédéral uni de Rhodésie, un parti paternaliste soutenant la constitution d'une grande fédération d'Afrique Centrale.

## Biographie
Edgar Whitehead est né en 1905 à l'ambassade britannique de Berlin en Allemagne où son père était diplomate. 
Après des études supérieures à l'université d'Oxford, Whitehead s'établit en 1928 dans la colonie de Rhodésie du Sud pour des raisons de santé. Il prend un poste de fonctionnaire à Gwelo avant de se lancer dans l'exploitation agricole à Umtali. 
En 1939, il est élu à l'assemblée législative de Rhodésie du sud puis passe la Seconde Guerre mondiale dans la Royal Air Force en Afrique de l'Ouest et en Grande-Bretagne.
De 1945 à 1946, il est Haut-Commissaire par intérim de Rhodésie du sud. 
En 1946, il revient à Salisbury pour devenir le ministre des finances, des postes et télécommunications de la colonie. 
En 1954, il est fait chevalier par la Reine du Royaume-Uni.
De 1957 à 1958, il est le représentant de la Fédération de Rhodésie et du Nyassaland à Washington, D.C.. 
En 1958, il succède à Garfield Todd, jugé trop libéral, au poste de Premier ministre de Rhodésie du Sud et de président du parti fédéral uni. Élu au parlement dans la circonscription de Salisbury nord, il cumule sa fonction de premier ministre avec le poste de ministre des affaires indigènes. Il se montre alors sans concessions vis-à-vis des revendications nationalistes des noirs.  
La colonie connait sous son mandat une forte croissance économique mais aussi le désagrègement de la fédération de Rhodésie et Nyassaland dont il était partisan. 
En 1961, il amorce un virage plus libéral qui le met en porte à faux avec son électorat blanc conservateur. En effet, durant les négociations sur la mise en place d'une nouvelle constitution, il modifie le système électoral permettant l'élection de députés noirs dans le futur nouveau parlement colonial de Rhodésie du Sud. Il allège ou supprime parallèlement les dispositions législatives discriminatoires dans les lieux publics et encourage le recrutement des noirs dans l'administration. Cependant, ces mesures ne sont pas suffisantes pour les nationalistes noirs tandis que pour bon nombre de blancs, elles constituent déjà des concessions trop importantes. Lors des élections de décembre 1962, le parti fédéral uni ne remporte que 28 sièges et est  battu aux élections générales par le tout nouveau Front rhodésien (35 sièges), un parti conservateur blanc dirigé par Winston Field. Sur les 28 sièges que le parti fédéral uni gagne, 14 l'ont été sur le quota des 15 sièges réservés aux noirs. 
Whitehead est alors jusqu'en 1964 le chef de l'opposition au parlement de Rhodésie du Sud. En 1965, il est battu lors du raz de marée électoral du front rhodésien. 
Edgar Whitehead se retire alors en Angleterre où il vit chez sa sœur à Whitchurch en Hampshire. Il meurt d'un cancer de l'œsophage et du larynx en septembre 1971. 